# Státní okresní archiv Karlovy Vary
Státní okresní archiv Karlovy Vary, zkráceně též SOkA Karlovy Vary, je jedním z devíti okresních archivů spadající do působnosti Státního oblastního archivu v Plzni. Na území své působnosti zajišťuje ochranu, kontrolu, evidenci či ukládání archiválií.

## Historie
Základem dnešního státního okresního archivu byl městský archiv Karlovy Vary uložený na městské radnici. Dne 13. srpna 1604 došlo k ničivému požáru města, kdy z archivu shořelo všechno, kromě listin uchovávaných v té době na hradě v Chebu, a kromě dvou knih shořely i všechny archiválie. Dne 23. května 1759 postihl město další požár, při němž se archiv podařilo zachránit, i když ne zcela beze škod. Teprve na počátku 19. století jej uspořádal děkan August Leopold Stöhr. Roku 1894 byl prvním archivářem města Karlovy Vary jmenován profesor karlovarského gymnázia Karl Ludwig.
Archiv vznikl v roce 1954 na základě vládního nařízení č. 29 a stal se odborným zařízením ONV Karlovy Vary. V té době sídlil v budově někdejšího okresního hejtmanství. Postupně sem byly přestěhovány městské spisy Abertam, Bečova nad Teplou, Bochova, Doupova, Jáchymova, Nejdku, Ostrova a Žlutic a dále fondy z bývalých politických okresů Nejdek (do roku 1949) a Jáchymov (do roku 1951). V roce 1960 zanikl okres Toužim a do okresního archivu byly převezeny fondy bývalých politických okresů Teplá a Žlutice. V letech 1971–1972 byl okresní archiv přestěhován do bývalé obecné školy v Rybářích.
V roce 1990 byl archiv vyňat z kompetence odboru vnitra ONV a podřízen přímo Okresnímu úřadu Karlovy Vary. Od 1. července 2002 se stal vnitřní organizační jednotkou Státního oblastního archivu v Plzni.

## Územní působnost
Územní působnost archivu je vymezena okresem Karlovy Vary s následujícími obcemi:
Abertamy, Andělská Hora, Bečov nad Teplou, Bochov, Boží Dar, Božičany, Březová, Černava, Čichalov, Dalovice, Děpoltovice, Hájek, Horní Blatná, Hory, Hradiště, Hroznětín, Chodov, Chyše, Jáchymov, Jenišov, Karlovy Vary, Kolová, Krásné Údolí, Krásný Les, Kyselka, Merklín, Mírová, Nejdek, Nová Role, Nové Hamry, Ostrov, Otovice, Otročín, Pernink, Pila, Potůčky, Pšov, Sadov, Smolné Pece, Stanovice, Stráž nad Ohří, Stružná, Šemnice, Štědrá, Teplá, Teplička, Toužim, Útvina, Valeč, Velichov, Verušičky, Vojkovice, Vrbice, Vysoká Pec, Žlutice,
dále obcemi s pověřeným obecním úřadem – Karlovy Vary, Nejdek, Ostrov, Toužim a Žlutice, a obcemi s rozšířenou působností – Karlovy Vary a Ostrov.

## Fondy
Ve Státním okresním archivu Karlovy Vary jsou uloženy především:
- fondy politické správy, zejména okresní politické správy po roce 1850 (okresní úřady Karlovy Vary, Bochov, Jáchymov, Nejdek, Teplá, Žlutice, okresní správní komise, okresní zastupitelstva apod.)
- fondy finanční správy, zejména okresní finanční správy po roce 1850 (např. finanční, berní a celní úřady)
- fondy samosprávy obecní (archivy měst, zejména Abertamy, Bečov nad Teplou, Bochov, Boží Dar, Doupov, Horní Blatná, Chyše, Jáchymov, Karlovy Vary, Nejdek, Ostrov, Teplá, Toužim, Žlutice, a archivy obcí) a zájmové (např. cechy, zejm. cech mlynářů Teplá, pekařů, bílých pekařů a mlynářů Horní Blatná, ševcovský Bečov nad Teplou, tkalců Karlovy Vary, truhlářů a tesařů Horní Blatná, zámečníků, hodinářů a puškařů Jáchymov, pekařů, bílých pekařů, perníkářů a mlynářů Žlutice, živnostenská společenstva, např. Společenstvo různých řemesel Bochov, stavovské organizace)
- fondy národních výborů (ONV Jáchymov, Karlovy Vary, Nejdek, Teplá, Toužim a Žlutice, MěNV Jáchymov, Karlovy Vary, Nejdek, Ostrov, Teplá, Toužim a Žlutice a místní národní výbory) a jejich zařízení (např. okresní komise lidové kontroly, výbory lidové kontroly, Okresní zemědělská správa, hasičské záchranné sbory, provozovny národních výborů)
- fondy justiční správy (okresní soudy Bečov nad Teplou, Bochov, Doupov, Horní Blatná, Jáchymov, Karlovy Vary, Nejdek, Teplá, Toužim a Žlutice, úřední soudy, okresní prokuratury, veřejní a soukromí notáři apod.)
- fondy škol a školské správy (nejrůznější druhy škol, okresní, újezdní a místní školní rady, SRPŠ)
- fondy peněžních ústavů (např. kampeličky, záložny, spořitelny)
- fondy zdravotních zařízení (nemocnice, dětské domovy, výchovné ústavy ap.)
- fondy politických a odborových organizací – politické strany, zejm. KSČ (OV Karlovy Vary, OV Toužim, MV Karlovy Vary), ROH, okresní a místní výbory NF, zejm. OV NF Karlovy Vary, dále např. Okresní odborová rada Karlovy Vary, SSM–OV Karlovy Vary aj.
- fondy družstevních organizací (např. JZD)
- fondy dalších organizací a spolků (Sokol, dělnické tělovýchovné jednoty, Český svaz tělesné výchovy, sbory dobrovolných hasičů, nejrůznější spolky kulturní, zájmové, vojenské, učitelské, studentské, náboženské, umělecké, vzdělávací, sociální, spořitelní apod., společenské organizace po roce 1948 atp., např. ČSTV – OV Karlovy Vary, Československý červený kříž – OV Karlovy Vary, Sdružení hasičů Čech, Moravy a Slezska Karlovy Vary, Svaz československo-sovětského přátelství OV Karlovy Vary, Ostrostřelci Jáchymov, Mužský pěvecký spolek Bečov nad Teplou, Katolický spolek tovaryšů Karlovy Vary–Rybáře, Okrašlovací spolek Chyše, Svaz osvobozených politických vězňů – místní odbočka Teplá, Okresní myslivecké sdružení Karlovy Vary)
- fondy kulturních a vědeckých zařízení (např. knihovny, galerie, divadla, kina, domy dětí a mládeže)
- fondy církevních institucí (především fary, děkanství, vikariátní úřady)
- osobní a rodinné fondy, např. Donndorf Adolf, Franieck Franz H., Jáchymovský Vladislav, Karell Viktor, Kühnl Josef, rodinný archiv Labitzských, Leinbachová Anna, Ludwig Karl, Mannl Rudolf,[5] Nejdl Karel, Platzerové Thaddäus a Leopold, Stöhr August Leopold, Stránský Rudolf, Zeischka Alfred ad.

Kompletní databáze fondů archivu je vedena v celostátní databázi PEvA (archiv Ministerstva vnitra České republiky).

## Badatelna
K prezenčnímu studiu slouží knihovna bohatá především na knižní produkci k českým a středoevropským dějinám, vlastivědě Karlovarska a karlovarské balneologii.